# 양징

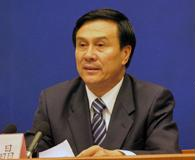

양징(중국어 간체자: 杨晶, 병음: Yáng Jīng, 1953년 12월 ~ )은 중화인민공화국의 정치인이다. 현재, 국가민족사무위원회 주임이다.

## 생애
몽골족 출신으로 어얼둬쓰 시의 준거얼 기에서 태어났다. 2003년부터 2008년까지 내몽골 자치구 주석을 지냈으며, 추보 당 서기와 함께 당 위원회 부서기를 지냈다. 2007년 제17차 중국공산당 전국대표대회에서 중앙위원으로 선출되었다. 2011년 8월부터 국가민족사무위원회 주임을 맡고 있으며, 2012년 11월 이후 중국공산당 중앙서기처 서기를 겸하고 있다.